# Ordonnaz
Ordonnaz är en kommun i departementet Ain i regionen Auvergne-Rhône-Alpes i östra Frankrike. Kommunen ligger  i kantonen Lhuis som ligger i arrondissementet Belley. Kommunens areal är 14,88 km². År 2022 hade Ordonnaz 146 invånare.

## Befolkningsutveckling
Antalet invånare i kommunen Ordonnaz
Referens: INSEE